# Roman comique
Ne doit pas être confondu avec Histoire comique.

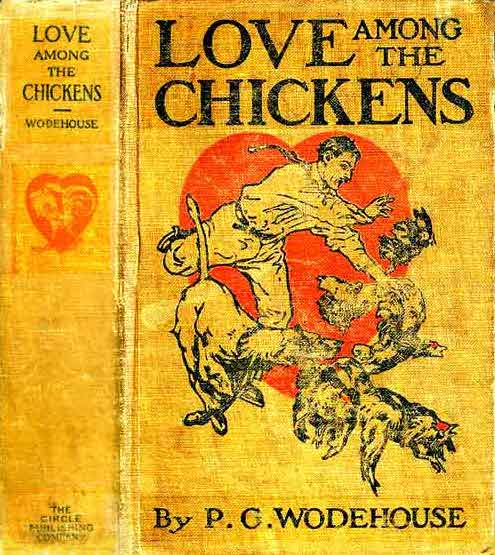
L'amour parmi les poules de Pelham Grenville Wodehouse.

Un roman comique est une nouvelle ayant pour thème une histoire humoristique. Des romans célèbres comme Ulysse de James Joyce[Information douteuse] ont été catégorisés comme tels. De nombreux auteurs célèbres ont écrit des romans comiques, comme P. G. Wodehouse, Henry Fielding, Mark Twain, et John Kennedy Toole.

## Histoire du roman comique

### France et Espagne auxXVIeetXVIIesiècles
L’histoire comique est un genre narratif qui s'est développé en France au XVIe siècle et XVIIe siècle.
Au XVIIe siècle, le terme comique ne désigne pas prioritairement une œuvre amusante mais une œuvre traitant de sujets bas et mettant en scène des personnages appartenant à la bourgeoisie ou au peuple. Les histoires comiques sont donc avant tout des histoires dont le sujet est assez quotidien et qui proposent des personnages proches des lecteurs contemporains. Pour autant, le sens d'amusant apparaît dès cette époque et il s'ajoute à ce sens premier.
Définir proprement l'histoire comique paraît cependant très difficile dans la mesure où, comme l'a dit Jean Serroy, il est un « laboratoire où s'expérimentent les formules les plus originales » de « créations d'avant-garde » à travers laquelle le genre romanesque « pousse toujours plus loin sa réflexion sur lui-même ».
Les histoires comiques se développent au cours du XVIIe siècle et en particulier au cours de la première moitié du siècle, soit pendant ce que l'on appelle souvent l'époque baroque. Leur écriture vient s'opposer à au moins deux grandes tendances de l'écriture narrative de cette époque. Elle s'oppose premièrement aux histoires tragiques très en vogue au début du siècle, mais les histoires comiques s'opposent surtout aux romans héroïques et sentimentaux qui constituent les grands succès de librairie du siècle.
On retrouve par exemple dans ces textes l'influence du Pantagruel et du Gargantua de Rabelais.
Enfin la vague des histoires comiques suit la mode des romans picaresques venus d'Espagne. Il s'agit de romans d'aventure mais centrés sur un picaro, c'est-à-dire un personnage de basse extraction traçant sa route dans la société à force de ruses et de filouteries. Ces œuvres sont souvent amusantes mais elles permettent également à leurs auteurs, souvent anonymes, de brosser un tableau assez critique de la société de leur temps.

### Royaume-Uni duXVIIIeauXXIesiècle
Un des plus remarquables romanciers britanniques de roman comique est Pelham Grenville Wodehouse, dont le travail fait suite à celui de Jerome K. Jerome, de George Grossmith et de Weedon Grossmith (voir Diary of a Nobody).
Le travail de Saki est aussi important même si sa carrière a été écourtée par la Première Guerre mondiale.
A. G. Macdonell (en) et G. K. Chesterton ont également produit des touches de fantaisie.
Le roman  Histoire de Tom Jones, enfant trouvé  de Henry Fielding est un roman notable du milieu du XVIIIe siècle, appartenant à ce genre comique.
Les romanciers humoristes britanniques plus contemporains sont Tom Sharpe, Kingsley Amis, Terry Pratchett, Richard Gordon, Rob Grant (en), Ian Ross (en), Douglas Adams, Evelyn Waugh, Nick Hornby, Helen Fielding, Eric Sykes, Leslie Thomas, Stephen Fry, Richard Asplin (en), Mike Harding (en), Joseph Connolly et Ben Elton.
Le roman Ulysse de James Joyce est aussi considéré par certains comme un roman comique.

### États-Unis duXIXeauXXIesiècle
Parmi des romanciers américains de comédie notables, il y a Mark Twain, John Kennedy Toole, James Wilcox (en), John Swartzwelder, Larry Doyle, Jennifer Weiner (en), Carl Hiaasen, Joseph Heller, Peter De Vries (en), Kurt Vonnegut et Terry Southern.

## Romans notables

### XVIesiècle
- Pantagruel (1532) de Rabelais.
- Gargantua (1534) de Rabelais.
- Le Disciple de Pantagruel (1538), anonyme.

### XVIIesiècle
- Don Quichotte (1605-1615) de Miguel de Cervantes.

### XVIIIesiècle
- Histoire de Tom Jones, enfant trouvé (1749) de Henry Fielding.
- Vie et opinions de Tristram Shandy, gentilhomme (1759) de Laurence Sterne.

### XIXesiècle
- Les Aventures de Tom Sawyer (1876) de Mark Twain.
- Les Aventures de Huckleberry Finn (1884)  de Mark Twain.
- Journal d'un homme sans importance (1888-1889) de George Grossmith et Weedon Grossmith.
- Trois Hommes dans un bateau (1889) de Jerome K. Jerome.

### XXesiècle
- Ulysse (1918-1922) de James Joyce

- La Conjuration des imbéciles (1980) de John Kennedy Toole